# Kaspar Friedrich Lossius
Kaspar Friedrich Lossius (* 31. Januar 1753 in Erfurt; † 26. März 1817 ebenda) war ein deutscher evangelischer Geistlicher, Pädagoge und Schriftsteller.

## Leben
Kaspar Friedrich Lossius war der Enkel des von böhmischen Hussiten abstammenden Andreas Lossius (* 1674 in Grünhain; † 23. Oktober 1738, Begräbnis in der Erfurter Barfüßerkirche) und der jüngste Sohn von Christian Theodor Lossius (* 1. November 1703 in Seyda; † 20. Februar 1761 in Erfurt), die beide als Diakone an der Barfüßerkirche in Erfurt tätig waren. Sein Vater war viermal verheiratet und seine leibliche Mutter war Christiana Margarethe (* 24. Oktober 1716; 23. August 1786), geborene Wendler, die in Erfurt geboren wurde; von seinen Geschwistern ist namentlich bekannt:
- Rudolph Christoph Lossius (* 11. September 1760 in Erfurt; † 26. November 1819), Lehrer an der Barfüßerschule und an der Prediger-Mädchenschule in Erfurt; 1789 Collaborator des Evangelischen Ministeriums und Rektor der Thomasschule in Erfurt; 1790 Pastor in Schwerborn; 1801 Substitut (Nachgeordneter im Amt) in Großvargula; 1803 Pastor in Tröchtelborn und 1808 in Tonndorf.

Kaspar Friedrich Lossius besuchte seit 1761 beim Rektor Kromeyer die Barfüßer-Thomas-Parochial-Schule (bei den Kirchen eingerichtete Schulen) und ab 1766 wechselte er auf das Evangelische Ratsgymnasium Erfurt, das vom Rektor Hermann Ernst Rumpel geführt wurde; seine Lehrer dort waren Heinrich August Frank (1728–1802), Reif, Bohn, Wahl und Weingärtner. 1768 wurde er an der Universität Erfurt immatrikuliert, nahm jedoch erst 1770 sein Theologiestudium auf; er hörte Vorlesungen bei Christoph Martin Wieland (Universalgeschichte und Theorie der schönen Wissenschaften und Künste), Bernhard Grant (1724–1796) (Mathematik und Naturlehre), Justus Friedrich Froriep, Christian Schellenberg (Kirchengeschichte), Heinrich August Frank (Exegese), der auch am Gymnasium unterrichtete und bei seinem Vetter Johann Christian Lossius (Metaphysik, Moralphilosophie und Naturrecht). 1773 und 1774 setzte er das Studium an der Universität Jena fort und hörte dort Vorlesungen bei Ernst Jakob Danovius, Johann Ernst Faber (1745–1774), Johann Friedrich Hirt, Christian Friedrich Polz und Hellbauer. Dort widmete er sich auch einem Sprachstudium und besuchte Vorlesungen über gerichtliche Arzneikunde.
Nach dem Studium erhielt er 1774 die sechste Lehrerstelle an der Erfurter Barfüßerschule und besserte sein Einkommen durch Privatunterricht bei vermögenden Bürgerfamilien auf; 1779 wurde er Konrektor der Predigerschule und bildete sich unter dem Rektor Weingärtner durch Predigen, und Vereinsübungen beim Pastor Christian Gotthilf Salzmann, für den geistlichen Beruf weiter.
1781 wurde Christian Gotthilf Salzmann an das Dessauer Philanthropin berufen und Kaspar Friedrich Lossius erhielt dessen Diakonat an der Erfurter Andreaskirche, 1785 dann an der Predigerkirche Erfurt, hiermit war auch ein einträglicheres Gehalt verbunden.
Ab dem Jahre 1791 führte er auch die Bibliothek des Evangelischen Ministeriums, die Dienstbibliothek der Erfurter Geistlichkeit.
Der Bruder seiner Schwiegermutter, der Buchhändler Justus Perthes, überredete ihn später, sein Buch Gumal und Lina, das er für die Einführung seiner Kinder in den Religionsunterricht geschrieben hatte, drucken zu lassen. Bereits 1793 hatte er eine Bearbeitung des lutherischen Katechismus Für die Katechumenen veröffentlicht und im Auftrag des Rats mit Pastor Carl Martin Franz Gebhard (1751–1813) ein neues Gesangbuch für das Fürstentum Erfurt bearbeitet, das 1796 gedruckt wurde. Auf den Koadjutor Karl Theodor von Dalberg schuf er ein Volkslied bei der Feier des Fronleichnamsfestes 1802, kurz vor dem Ende der Mainzer Herrschaft; hierfür erhielt er von dem neuen Erzkanzler ein Fass echten Firneweins (ein Wein, der lange im Fass gelagert hat, und deswegen den Geschmack des (Eichen-)Fasses angenommen hat (ähnlich dem Portwein)) zugesandt.
1803 wurde er in eine Kommission berufen, die sich das Ziel gesetzt hatte, das Schulwesen in Erfurt zu erneuern.
1806 beschlagnahmten die Franzosen die Predigerkirche und verwüsteten diese in der Folgezeit bis 1808; so wurden die Kreuzgänge in Pferdeställe umgewandelt und die Kirche wurde als Heulagerstätte genutzt. Nach dem Abzug der Franzosen sorgte er für die Wiederherstellung der Kirche, die er mit den Einnahmen seiner Schrift Heilsame Erinnerungen an die Jahre 1806–1808 finanzierte.
1809 wurde er in die Almosen- und Schulkommission gewählte und 1810 trat er sein Amt als Oberschulrat in der Oberschuldirektion an. Auf Bitten des Kammerpräsidenten Franz Anton von Resch übernahm er 1811 die Direktion der neugegründeten Höheren Töchterschule (heute: Königin-Luise-Gymnasium) und geriet hierbei, gemeinsam mit dem Lehrer Suppeck, in eine grundlose Untersuchung wegen der Urheberschaft eines Pasquills, das auf der Töchterschule im Unterricht behandelt worden war; bei dieser vermeintlichen Schmähschrift handelte es sich um ein Gedicht, das bereits 1780 in einem Musen-Almanach abgedruckt worden war und seinen Weg in ein Übungsbuch im Rechtschreiben gefunden hatte. Kaspar Friedrich Lossius konnte durch mehrere Stellungnahmen die Unschuld des Rektors Suppeck darlegen.
Am 25. Oktober 1813 erfolgte die Belagerung Erfurts durch die Preußen, die bis zum 6. Januar 1814 andauerte.
Am 16. November 1784 heiratete er Rosalie, Tochter des Ratsmeister Justus Christoph Welz und dessen Ehefrau Rosina Sophia Johanna Perthes, eine Schwester des Gothaer Buchhändler Justus Perthes; gemeinsam hatten sie sechs Kinder:
- Johanna Rosina Sophia Lossius (* 1787; † unbekannt), verheiratet mit Johann Georg Hieronymus Müller;
- Martha Carolina Christiana Lossius (* 1789; † 1806);
- Carolina Wilhelmina Christina Lossius (* 1791; † unbekannt);
- Martha Sophia Christina Lossius (* 1794; † unbekannt);
- Johann Justus Friedrich Carl Lossius (* 24. Oktober 1798 in Erfurt; † 1880 in Gispersleben, Erfurt), Pfarrer;
- Christiana Louisa Carolina Lossius (* Februar 1806; † unbekannt).

## Mitgliedschaften
Er wurde 1797 auf Vorschlag des Kammerpräsidenten Karl Friedrich von Dacheröden Mitglied der Erfurter Akademie gemeinnütziger Wissenschaften, in der er 1798, 1801 und 1802 Vorträge hielt, wie zum Beispiel zum Thema Idee zur ästethischen Polizei.

## Ehrungen

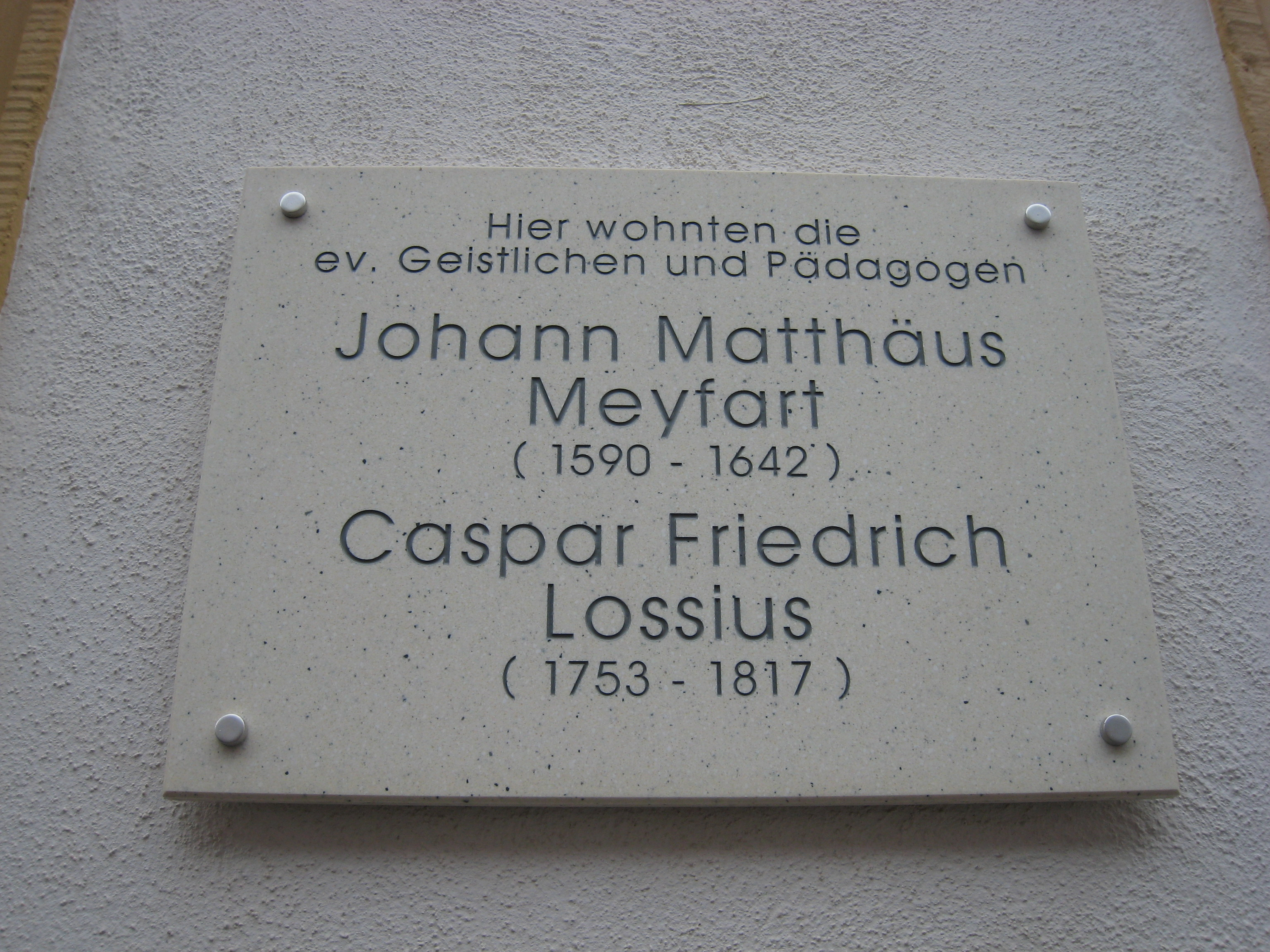
Gedenktafel für Meyfart und Lossius in Erfurt

- 1905 widmete die Stadt Erfurt Lossius eine, wenn auch recht kurze, Straße am Luisenpark.
- Am Pfarrhaus der Predigergemeinde in der Predigerstraße, dem langjährigen Wohnort von Lossius, erinnert eine Gedenktafel an ihn; die Tafel ist zugleich auch Johann Matthäus Meyfarth gewidmet, der im gleichen Haus wohnte.

## Schriften (Auswahl)
- Sammlung geistlicher Lieder und Gesänge. Erfurt 1790.
- Für die Katechumenen: zum Unterricht in den vorzüglichsten Lehren der christlichen Religion nach Anleitung des Katechismus Lutheri, nebst einigen Betrachtungen und Gebeten bei der Feier des heiligen Abendmahls. Erfurt: Görling, 1793.
- Gumal und Lina. Eine Geschichte für Kinder. Leipzig 1795.
- Sittengemälde aus dem gemeinen Leben zum belehrenden Unterricht für Kinder. Gotha: Perthes 1796.
- Helius Eoban Hesse und seine Zeitgenossen: ein Beitrag zur Erfurthischen Gelehrten- und Reformationsgeschichte. Gotha: Perthes, 1797.
- Sechs Lieder. Leipzig 1800.
- Carl Martin Franz Gebhard; J. H. Engelhard; Kaspar Friedrich Lossius; Johann Philipp Christian Reuß: Evangelisches Gesangbuch. Erfurt Evangelisches Waysenhause Erfurt Reuß Halle, Saale Universitäts- und Landesbibliothek Sachsen-Anhalt Erfurt 1800.
- Lieder der Freude. 1802
- Ueber das Vergnügen, welches Eltern aus der eigenen Erziehung ihrer Kinder zu moralisch-guten Menschen schöpfen können: Zur Empfehlung einer für Familien zu veranstaltenden allgemeinen moralischen Bilderbibel. Gotha: Perthes, 1804.
- Moralische Bilderbibel. Gotha Perthes 1805. Mit Stichen von Ephraim Gottlieb Krüger.
- Dramatische Sprüchwörter zur angenehmen und nützlichen Unterhaltung für die erwachsenere Jugend. Gotha Perthes 1806.
- Historischer Bildersaal oder Denkwürdigkeiten aus der neueren Geschichte (ab Teil 3 von Christian Ferdinand Schulze allein fortgeführt). Gotha Perthes 1816.
- Über die öffentliche Erziehung der Kinder aus den vornehmern und gebildeten Ständen. 1806
- Heilsame Erinnerungen an die Jahre 1806 bis 1808 in einigen Erbauungsreden vor der Prediger-Gemeinde in Erfurt. 1808–1809
- Wiegenbüchlein. Ein Taschenbuch für kleine Kinder. 1811.
- Parabeln und andere moralische Erzählungen zur Belebung des religiösen und sittlichen Gefühls für Kinder und Kindlichgesinnte. Stuttgart: Steinkopf, 1814.
- Kurze Religionssätze und Denksprüche zum Auswendiglernen: Besonders zum Gebrauch für Töchterschulen bearbeitet. Gotha: Perthes, 1814.
- Anfang und Fortgang der Reformation oder Helius Eobanus Hesse und seine Zeitgenossen. Gotha Perthes 1817.
- Caspar Friedrich Lossius: Aus seinem handschriftlichen Nachlaß. Gotha 1819.
- Moralische Erzählungen für die Jugend. Gotha 1827